# Aeroportul Municipal Redwood Falls
Aeroportul Municipal Redwood Falls (IATA: RWF, ICAO: KRWF, FAA LID: RWF) este un aeroport din Comitatul Redwood, Minnesota, Statele Unite ale Americii ce deservește zona Redwood Falls⁠(d).
Situat la o altitudine de 311,99328 m, aeroportul dispune de 2 piste.

## Infrastructură

### Piste
Aeroportul dispune de 2 piste. Pista 05/23 are suprafața de Iarbă și dimensiunile 2.081 picioare × 200 picioare. Pista 12/30 are suprafața de asfalt și dimensiunile 4.001 picioare × 100 picioare. 